# Allende puyehuensis
Espèce
Allende puyehuensis est une espèce d'araignées aranéomorphes de la famille des Tetragnathidae.

## Distribution
Cette espèce est endémique du Chili. 

## Étymologie
Son nom d'espèce, composé de puyehu[e] et du suffixe latin -ensis, « qui vit dans, qui habite », lui a été donné en référence au lieu de sa découverte, le parc national Puyehue.

## Publication originale
- Álvarez-Padilla, 2007 : Systematics of the spider genus Metabus O. P.-Cambridge, 1899 (Araneoidea: Tetragnathidae) with additions to the tetragnathid fauna of Chile and comments on the phylogeny of Tetragnathidae. Zoological Journal of the Linnean Society, vol. 151, p. 285-335.